# Míbor
Míbor (Madrid InterBank Offered Rate) es el tipo de interés interbancario que se aplica en el mercado bursátil de Madrid.
Es la base de los tipos de préstamo interbancario definida como el tipo de interés para grandes transacciones interbancarias en el mercado bancario internacional. Es una tasa que fluctúa de acuerdo al estado del mercado y dependiendo del plazo del préstamo y de la moneda contratada.
Desde la instauración del euríbor, el míbor desapareció, al menos a nivel de transacciones internacionales, dado que España pertenece a la eurozona. De hecho, el euríbor a un año es, entre otras cosas, el tipo oficial de referencia más utilizado para préstamos en España desde el 1 de enero de 2000.